# Касна модерност
Касна модерност (или течна модерност) је више карактеризација данашњих високо развијених глобалних друштава као наставак модерности, него као елемент у наредној ери познатој као постмодерност.
Представљена као "течна" модерности од стране пољско-британског социолога Зигмунта Баумана, касна модерност је у знаку глобалне капиталистичке економије са својим повећањем у приватизацији услуга и информационе револуције.

## Касна модерност наспрам Постмодерности
Друштвени теоретичари и социолози као што су Скот Лаш, Улрих Бек, Зигмунт Бауман и Ентони Гиденс одржавањју (против постмодерниста) да се модернизација наставља у савременом добу, што је тако боље замишљено као радикално стање касне модерности. На основу технолошких и друштвених промена од 1960-их, концепт "модерности" сугерише да су савремена друштва јасан наставак модерних институцијоних транзиција и културних дешавања. Такви аутори говоре о рефлексивном процесу модернизације: према Гидденсовим речима, "друштвене праксе се стално испитују и реформишу у светлу долазећих информација о тим истим праксама, чиме конститутивно мењају свој карактер".
Ентони Гиденс не оспорава да су се значајне промене десиле од "високе" модерности, али он тврди да нисмо заиста напустили модерност. Уместо тога, модерност савременог друштва је развијена, радикализована, 'касна' модерност - али ипак модерност, а не постмодерност. У таквој перспективи, постмодерна се појављује само као хипер-технолошка верзија модерности."

## Предмет
Предмет је изграђена крајем модерности у условима подељеног света конкурентних и контрастних идентитетеа и култура стилова живота. Калуп личности касне модерности је неодређен начин на који течни друштвени односи касне модерности утичу на појединца, производећи рефлексивног и вишеструког себе.

## Течна модерност
Зигмунт Бауман, који је увео идеју течне модерности, написао је да су њене карактеристике о појединцу, првенствено повећање осећања несигурности и приватизација амбивалентност. То је нека врста хаотичног настављања модерности, где човек може да се пребаци из једног друштвеног положаја на други без проблема. Номадство постаје општа карактеристика "течне модерности" човека док протиче кроз сопствени живот као туриста, мења места, послове, бракове, вредности и некад и више-као политичку или сексуалну оријентацију-искључујући себе од традиционалних мрежа подршке.
Бауман је нагласио нови терет одговорности који би течна модерност ставила на појединца-традиционални обрасци били би замењени са само изабраним обрасцима. Улазак у глобализовано друштво био је отворен за свакога ко је имао свој став и способност да га финансира, на сличан начин као што је био пријем путника на старинским каравансарајим. Резултат је нормативни ментални склоп са акцентом на премештање уместо на остајање-на привремену уместо на сталну обавезу -што може да доведе особу до затвора сопственое егзистенцијалне креације.